# فنلندا القديمة

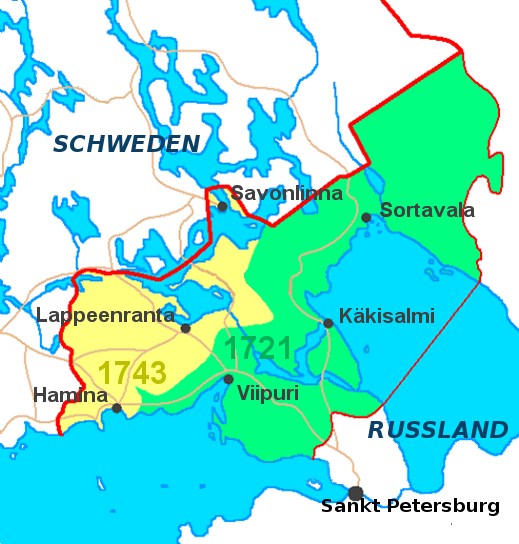
المناطق التي خسرتها السويد لصالح روسيا في حربي عامي 1721 و 1743

 قديم فنلندا  (بالفنلندية Vanha Suomi، بالسويدية Gamla Finland) اسم أُطلق على المناطق التي استولت عليها روسيا من السويد في حرب الشمال العظمى و في الحرب الروسية السويدية (1741-1743). ضمت فنلندا القديمة إلى دوقية فنلندا الكبرى ذاتية الحكم كحال مقاطعة فيبوري في عام 1812.
- معاهدة سلام في 1721 انهت حرب الشمال العظمى ، باضطرار السويد للتخلي للتنازل عن مقاطعة ككسهولم و مقاطعة فيبورغ و نيسلوت (إنغريا المتنازل عنها و الناطق أهلها بالفنلندية حول سان بطرسبورغ لم تكن ضمن فنلندا القديمة).
- في معاهدة صلح 1743 تنازلت السويد عن مناطق في جنوب كاريليا شرقي نهر كوميوكي و حول سافونلينا.

تطابق المنطقة إلى حد كبير تلك المقاطعة القروسطية الخاضعة إلى قلعة فيبوري.